# Dorfkirche Wustrau

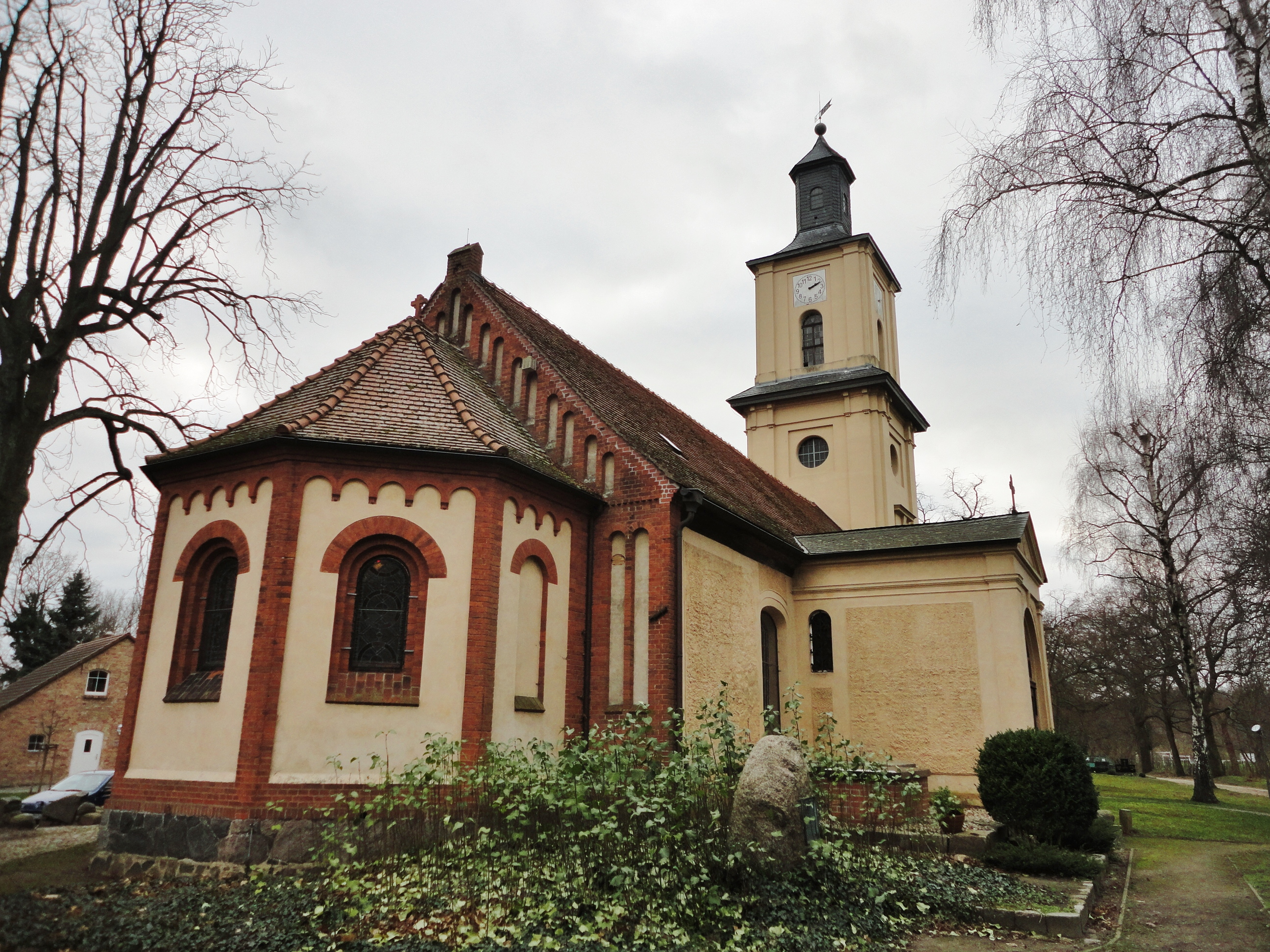
Dorfkirche Wustrau

Die Dorfkirche Wustrau ist ein denkmalgeschütztes Kirchengebäude in Wustrau, einem Teilort des zur Gemeinde Fehrbellin gehörenden Ortsteils Wustrau-Altfriesack im Landkreis Ostprignitz-Ruppin in Brandenburg.

## Baugeschichte
Die Dorfkirche Wustrau entstand vermutlich im 13. Jahrhundert als spätgotischer Feldsteinbau mit einem saalförmigen Kirchenschiff. Daraufhin wurde sie zunächst nur wenig verändert, bis sie im Jahr 1631 zusammen mit dem nebenstehenden Pfarrhaus und einigen weiteren Nebengebäuden niederbrannte. Daraufhin wurde sie wiedererrichtet, allerdings fiel sie bereits 1638 wiederum einem Feuer zum Opfer.
1694 wurde der ursprüngliche Kirchturm durch einen Blitzschlag zerstört. Dasselbe passierte wiederum 1756. Im Jahr 1781 wurde die Kirche schließlich durch den heutigen Turm erweitert. Im selben Jahr erhielt die Kirche auch eine Glocke. Zudem wurde die Kirche im 18. Jahrhundert nach den Wünschen von Friedrich dem Großen barockisiert.
1883 wurde die Kirche um eine neuromanische Chornische und die Vorhalle an der Nordseite erweitert. Die Bronzeglocke wurde 1923 durch eine Glocke aus Eisen ersetzt. Zwischen 1987 und 1991 zu einer umfangreichen Restaurierung des Gebäudes anlässlich des letzten Grafenpaares von Zieten-Schwerin. 1993 wurde der Turm instand gesetzt, 1996 und 1997 erhielt die Kirche ein neues Dach. Seit 2005 wird die Glocke elektrisch betrieben. 2010 und 2011 kam es zu einer erneuten Sanierung der Kirche.
Die Kirchengemeinde Wustrau ist Teil der Gesamtkirchengemeinde Protzen-Wustrau-Radensleben, zu der auch die Kirchengemeinden Protzen-Walchow-Stöffin, Langen-Buskow, Karwe-Gnewikow, Nietwerder, Lichtenberg und Radensleben zählen. Sie gehört dem Kirchenkreis Wittstock-Ruppin in der Evangelischen Kirche Berlin-Brandenburg-schlesische Oberlausitz an.

## Ausstattung

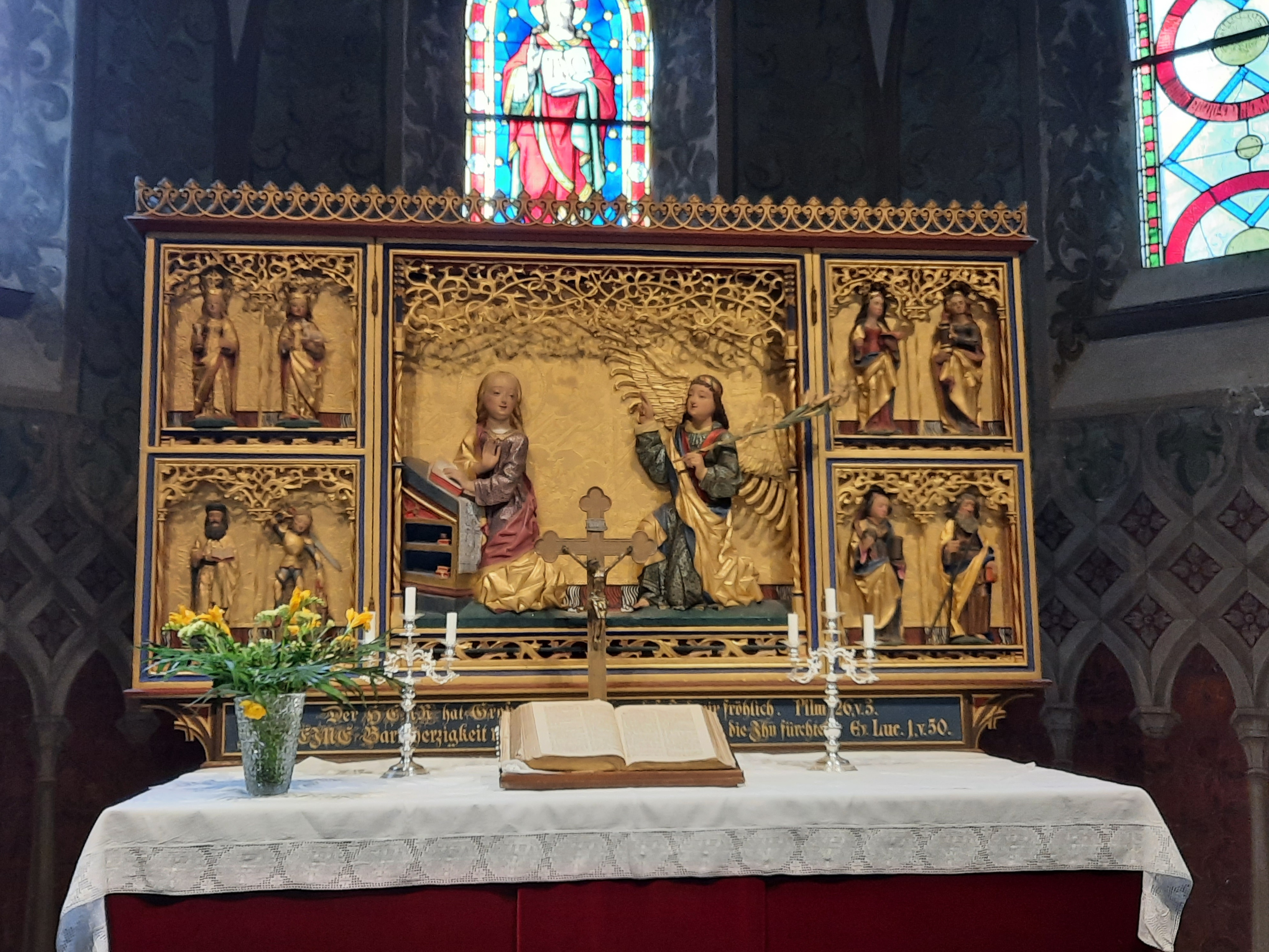
Flügelaltar aus dem 16. Jh.

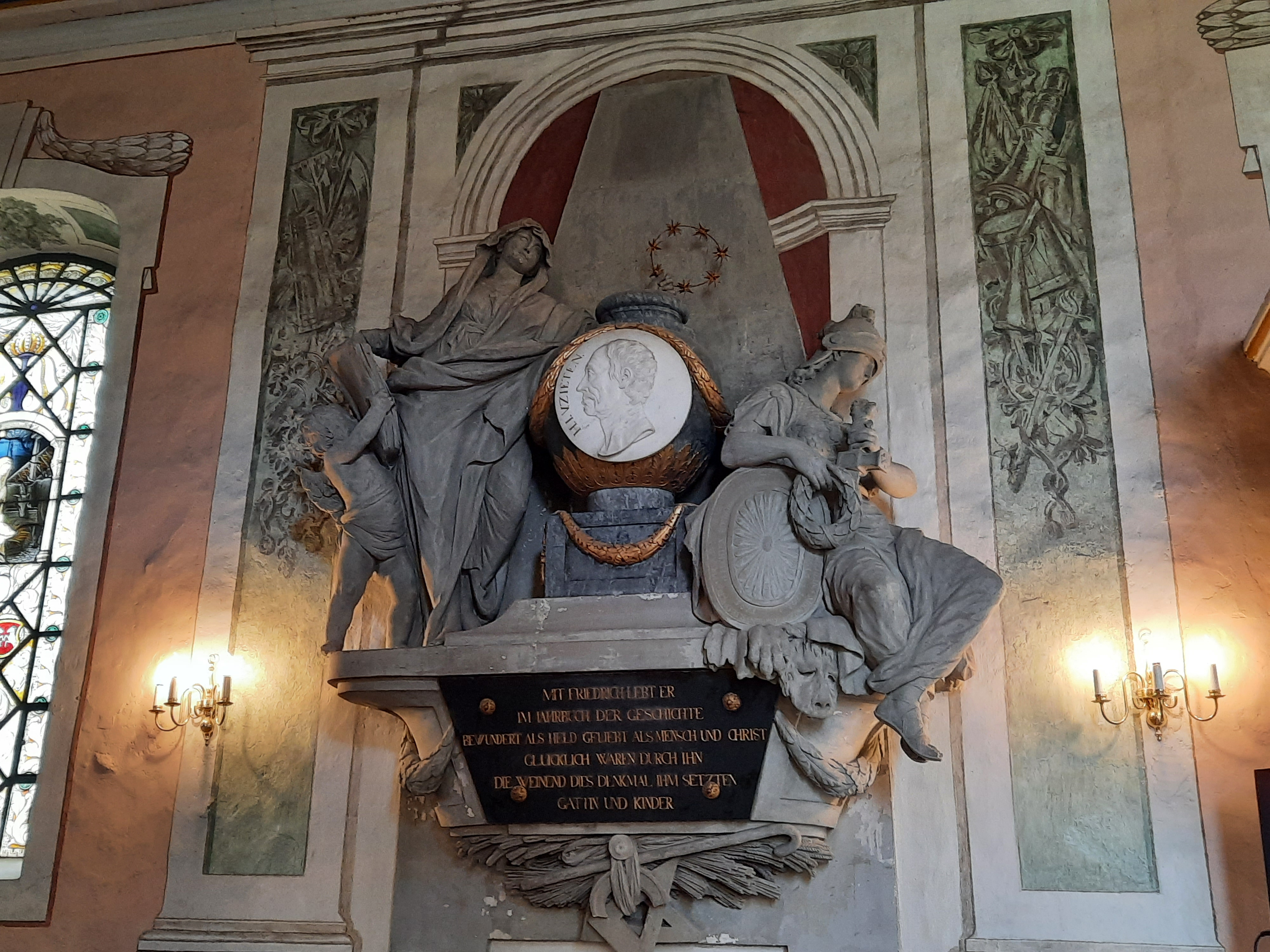
Epitaph für Hans Joachim von Zieten

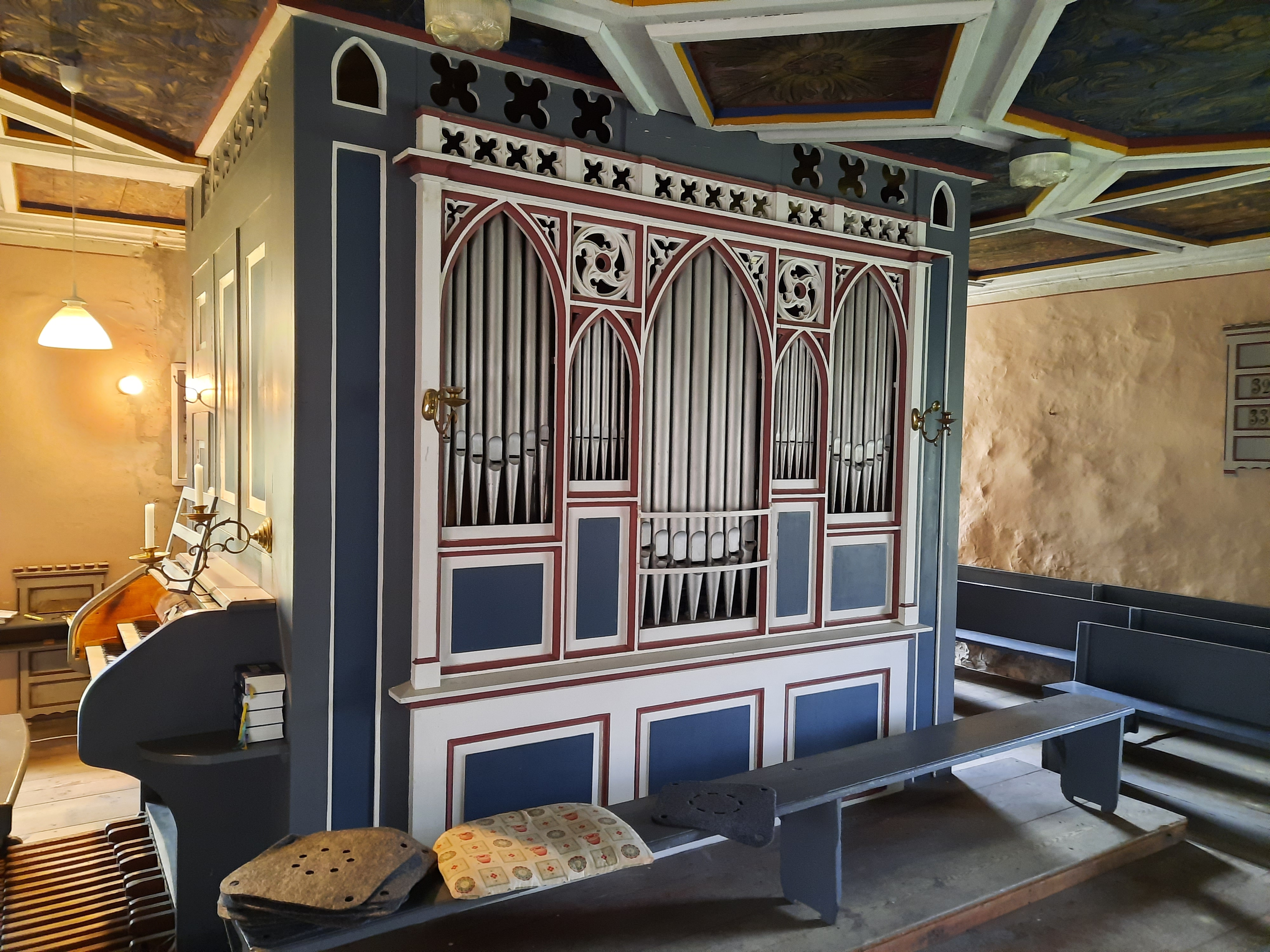
Sauer-Orgel Wustrau

Sie besitzt einen Kanzelaltar aus dem 15. Jahrhundert. Ein weiters Ausstattungsstück ist ein spätgotischer Flügelaltar, der vom Anfang des 16. Jahrhunderts stammt. In der Kirche steht eine Sauer-Orgel mit 10 Registern aus dem Jahr 1910.
Die Kirche verfügt über drei Emporen, welche von toskanischen Holzsäulen getragen werden. Das Taufbecken stammt aus dem Jahr 1886.
Erwähnenswert ist auch eine nach einem Entwurf des Berliner Historienmalers Bernhard Rode ausgeführte Plastik, die Theodor Fontane in seinen Wanderungen durch die Mark Brandenburg wegen der Einfallslosigkeit der Komposition – eine von zwei Göttinnen flankierte Urne mit einem Reliefbild des Generals – mit überaus launigen Worten bedenkt:

„... eine Minerva rechts und eine Urania links, das passt so ziemlich immer; ein bequemes Operieren mit überkommenen Typen, worin unsere Bildhauer das Unglaubliche leisten.[3]“

Im Kircheninneren sind mehrere Gedenktafeln für die Opfer der Befreiungskriege der Jahre 1813 bis 1815 und die im Ersten und Zweiten Weltkrieg gefallenen Bewohner des Dorfes angebracht.

## Grabstätten auf dem Kirchhof

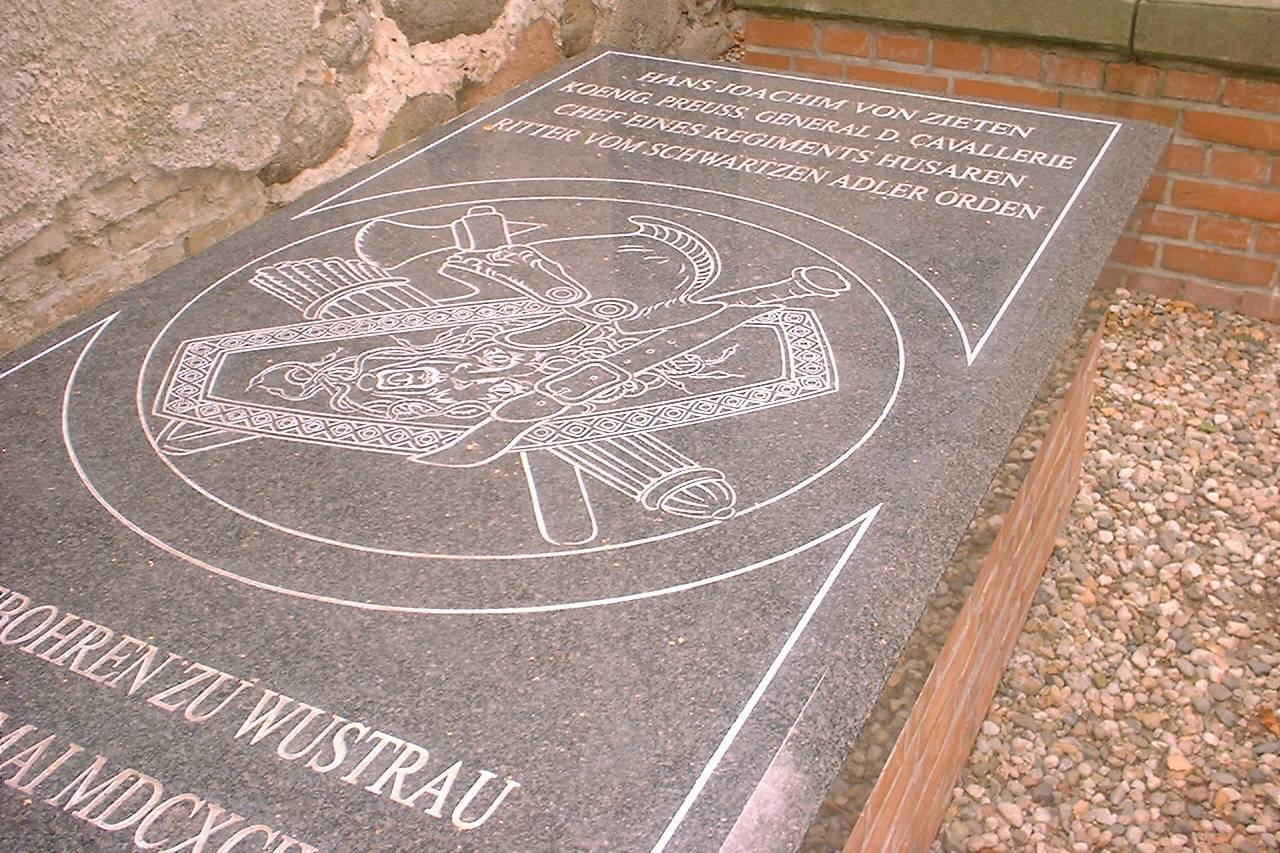
Zietens Grab an der Dorfkirche

Auf dem Friedhof der Dorfkirche befinden sich die Gräber von General Hans Joachim von Zieten, des Landrates Friedrich von Zieten (1765–1854) und weiterer Vertreter des havelländischen Adelsgeschlechts von Zieten. Die unter einer mehrere hundert Jahre alten Linde errichtete Grabstätte des Friedrich von Zieten, des letzten Vertreter dieses Geschlechts, wird von Beginn an mit einem riesigen Findling bedeckt. Im Jahr 2003 erhielten die Sandstein-Grabplatten für Hans Joachim von Zieten und dessen erster Ehefrau einen neuen Platz im Kirchenraum, um sie vor der Witterung zu schützen. Die Gräber erhielten witterungsbeständige Kopien aus Granit.